# Dukuh Benda
Dukuh Benda is een bestuurslaag in het regentschap Tegal van de provincie Midden-Java, Indonesië. Dukuh Benda telt 7275 inwoners (volkstelling 2010).